# Hervé Duclos-Lassalle
Hervé Duclos-Lassalle (Pau, 24 dicembre 1979) è un ex ciclista su strada francese, professionista dal 2005 al 2009. È figlio di Gilbert Duclos-Lassalle.

## Carriera
Passato professionista nel 2005 con la Cofidis, ha conquistato la prima vittoria nel 2008, in occasione del Grand Prix d'Ouverture La Marseillaise. Alla sua prima partecipazione al Tour de France, sempre nel 2008, si è dovuto ritirare per una caduta durante la prima tappa.

## Palmarès
- 2003

Classifica generale Tour du Loir-et-Cher
- 2004

5ª tappa Vuelta Ciclista a Navarra
- 2008

Grand Prix d'Ouverture La Marseillaise

## Piazzamenti

### Grandi giri
- Giro d'Italia

2007: 103º
- Tour de France

2008: ritirato
- Vuelta a España

2005: 118º
2006: ritirato